# Oberpöllitz
Oberpöllitz (oberfränkisch: Ohwebölleds) ist ein Gemeindeteil des Marktes Marktschorgast im Landkreis Kulmbach (Regierungsbezirk Oberfranken, Bayern). Oberpöllitz liegt in der Gemarkung Pulst.

## Lage
Südlich des Weilers befindet sich der Lerchenhügel (554 m ü. NHN). Hier gibt es einen Modellflugplatz. Ein Anliegerweg führt zur Kreisstraße KU 1 (0,3 km nördlich). Ein Wirtschaftsweg führt nach Mittelpöllitz (0,8 km westlich) bzw. nach Marktschorgast (0,6 km östlich).

## Geschichte
Der Ort wurde 1413 als „Obernpolnitz“ erstmals urkundlich erwähnt. Dem Ortsnamen liegt das slawische Wort „polje“ zugrunde, das Feld bedeutet.
Gegen Ende des 18. Jahrhunderts bestand Oberpöllitz aus drei Anwesen (2 Halbhöfe, 1 Söldengut). Das Hochgericht übte das Burggericht Guttenberg aus. Es hatte ggf. an das bambergische Centamt Marktschorgast auszuliefern. Die Grundherrschaft über sämtliche Anwesen stand dem Burggericht Guttenberg zu.
Mit dem Gemeindeedikt wurde Oberpöllitz dem 1811 gebildeten Steuerdistrikt Marktschorgast und der 1812 gebildeten Ruralgemeinde Pöllitz zugewiesen. Mit dem Zweiten Gemeindeedikt (1818) wurde diese nach Ziegenburg eingemeindet. Im Zuge der Gebietsreform in Bayern wurde Oberpöllitz am 1. April 1971 im Zuge der Gebietsreform in Bayern nach Marktschorgast eingemeindet.

### Einwohnerentwicklung
| Jahr      | 001809 | 001818 | 001861 | 001871 | 001885 | 001900 | 001925 | 001950 | 001961 | 001970 | 001987 |
| Einwohner | 36 *   | 32 *   | 21     | 59 *   | 22     | 18     | 11     | 18     | 6      | 11     | 11     |
| Häuser    |        | 8 *    |        |        | 3      | 3      | 2      | 2      | 3      |        | 2      |
| Quelle    | [ 11 ] | [ 8 ]  | [ 12 ] | [ 13 ] | [ 14 ] | [ 15 ] | [ 16 ] | [ 17 ] | [ 18 ] | [ 19 ] | [ 1 ]  |

## Religion
Oberpöllitz ist seit der Reformation gemischt konfessionell. Die Protestanten sind bis heute nach St. Johannis (Wirsberg) gepfarrt, die Katholiken sind nach St. Jakobus der Ältere (Marktschorgast) gepfarrt.